# Samuel Little
Samuel Little, född 7 juni 1940 i Reynolds i Taylor County, Georgia, död 30 december 2020 på California State Prison, Los Angeles County i Lancaster, Kalifornien, var en amerikansk seriemördare. Han dömdes 2014 för mord på tre kvinnor i Kalifornien mellan 1987 och 1989. Han erkände dock senare att han varit inblandad i 93 mord.  Han anhölls för olika brott 50 gånger i 24 olika amerikanska delstater.

## Uppväxt
Little föddes i Reynolds, Georgia, men kort efter att han fötts flyttade familjen till Ohio. Han växte upp i Lorain, huvudsakligen hos sin mormor/farmor.  Han hade problem i skolan, och ägnade sig åt sport. 1956, då han fortfarande gick i high school, dömdes han för första gången för inbrott i Omaha i Nebraska och hamnade på en ungdomsanstalt. Efter det fortsatte han inte sin skolgång, utan hängde på gatorna, begick småstölder och då och då arbetade som daglönare.

## Brott
Little dömdes 1961 till tre år i fängelse för inbrott i en möbelaffär i Lorain. Efter frisläppandet lämnade han Ohio, och pendlande mellan olika stater och livnärde sig på rån och stölder. I slutet av 1960-talet flyttade Samuel Little till sin mor i Florida, där han arbetade som ambulansförare och kyrkogårdsarbetare. Under tiden i fängelse hade Little lärt sig boxas, och kunde under en tid försörja sig som boxare.
Fram till 1975 anhölls Little 26 gånger i elva stater för brott som stöld, misshandel,inbrott, sexköp, våldtäktsförsök, bedrägeri och våld mot tjänsteman. Little umgicks mycket med hallickar och prostituerade. 
I början av 1980-talet flyttade Little söderut. Han anhölls 1982 i Pascagoula i Mississippi, för mordet på den 22-åriga prostituerade kvinnan Melinda LaPree, som hade försvunnit i september samma år. Little flyttades till Florida, anklagad för mordet på den 26-åriga Patricia Mount, vars lik hade hittats i Forest Grove 1982. Kvällen innan hon försvann hade hon enligt åklagarens vittnen umgåtts med en person som i rätten identifierades som Samuel Little. Under förundersökningen berättade två prostituerade att de också blivit misshandlade av Little i Pascagoula 1980 och 1981.
Little frikändes dock från dessa två mord 1984.
Samuel Little flyttade därefter till San Diego, där han dömdes för misshandel, och avtjänade 4,5 års fängelse, men släpptes fri efter 2,5 år och flyttade till Los Angeles. 1987–1989 hittades liken efter Carol Alford, Audrey Nelson och Guadalupe Apodaca.
Under perioden 1990–2007 anhölls Little i sju olika stater för rattfylleri, mordbrand, stöld, snatteri och innehav av kokain.
År 2012 lyckades polisen finna DNA i fallen Alford, Nelson and Apodaca, som matchade Little, och han dömdes 2014 till livstids fängelse.
I november 2018 meddelade polisen i Opelousas, Louisiana att de anhållit Little för strypmordet på  Melissa Thomas 1996.
Han anhölls även på mordet på den 38-åriga Denise Christie Brothers in Odessa, Texas 1994, ett mord som han erkänt för en Texas Ranger i maj 2018.
Distriktsåklagaren i Ector County, Texas och polisen i Wise County meddelande att Little erkänt dussintals mord, och kan ha begått mer än 90 mord i 14 olika stater mellan 1970 och 2005.